# Mosteiro de Bete Abe
Mosteiro de Bete Abe (siríaco clássico: Beṯ ˁábe, literalmente "casa de madeira"), é um mosteiro siríaco oriental localizado perto do Grande Zabe, a cerca de 80 quilómetros a nordeste de Nínive. Foi fundado por Rabã Jacó de Laxom por volta de 595. e [[Tomás de Marga escreveu uma história sobre a edificação. Desempenhou um papel importante no monasticismo siríaco e era habitado por várias figuras importantes na Igreja do Oriente, como Sadona, João de Dailão, Xubalixo, Jorge II, Abraão II e Tomás de Marga.